# هاسمیک مارکوسیان
هاسمیک مارکوسیان (ارمنی: Հասմիկ Մարկոսյան؛ زاده ۱۳ مارس ۱۹۵۶) کارشناس علوم پرورشی، منتقد باله اهل ارمنستان است. وی از ۲۰۱۳ تا کنون ریاست کالج دولتی هنر رقص ایروان را برعهده دارد.

## زندگی‌نامه
وی در ۱۳ مارس ۱۹۵۶ ‏در ایروان از والدینی به نام‌های کارلوس مارکوسیان و ویولتا توروسیان به دنیا آمد. گوهار مارکوسیان-کاسپر خواهر وی بود  وی در کالج دولتی هنر رقص ایروان و دانشگاه دولتی علوم پرورشی خاچاطور آبوویان ارمنستان فعالیت می‌کرد.  وی همچنین برنده جوایزی همچون آموزگار شایسته جمهوری ارمنستان (۲۰۰۶) شد.

## یادداشت
1. ↑  Վիոլետա Թորոսյան